# Поґожель (Мінський повіт)
Поґожель (пол. Pogorzel) — село в Польщі, у гміні Сенниця Мінського повіту Мазовецького воєводства.
Населення — 387 осіб (2011).
У 1975-1998 роках село належало до Седлецького воєводства.

## Демографія
Демографічна структура станом на 31 березня 2011 року:
|          | Загалом | Допрацездатний вік | Працездатний вік | Постпрацездатний вік |
| -------- | ------- | ------------------ | ---------------- | -------------------- |
| Чоловіки | 198     | 43                 | 139              | 16                   |
| Жінки    | 189     | 33                 | 125              | 31                   |
| Разом    | 387     | 76                 | 264              | 47                   |